# Päderastie

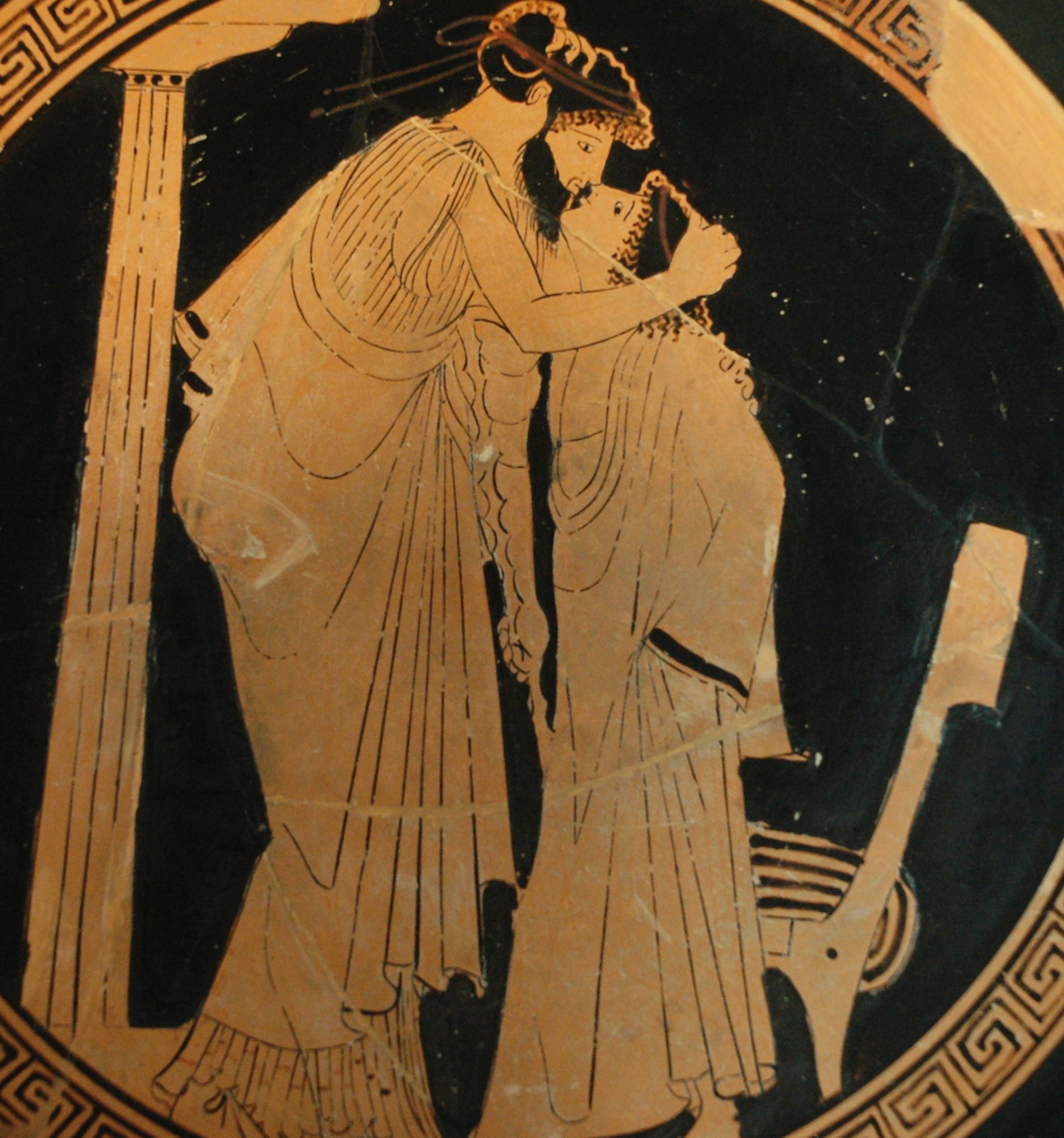
Päderastisches Paar: Erastes (links) und Eromenos beim Küssen; Tondo einer rotfigurigen Kylix mit einer Zeichnung des Briseis-Malers, um 480 v. Chr.

Päderastie (altgriechisch παιδεραστία paiderastía, von παῖς pais „Knabe“ und ἐραστής erastés „Liebhaber“) oder Knabenliebe bezeichnet eine institutionalisierte Form von Homosexualität im antiken Griechenland zwischen Männern (Päderasten) und männlichen älteren Kindern oder Jugendlichen. Neben der sexuellen Komponente, die unterschiedlich stark ausgeprägt war, nahm zugleich ein pädagogischer Anspruch eine zentrale Rolle ein. Dieses Verhalten wurde teilweise zumindest bei Jugendlichen noch positiv bewertet, denn die betroffenen älteren Kinder und Jugendlichen hatten dadurch zumeist eine soziale Absicherung.

## Begriffsbestimmung
Der Begriff Päderastie war im Laufe der Geschichte einem starken Bedeutungswandel unterworfen. Ursprünglich bezeichnete Päderastie (παιδεραστία, paiderastía, „Knabenliebe“) eine institutionalisierte Form sexueller Beziehungen erwachsener Männer zu männlichen Kindern und Jugendlichen im antiken Griechenland. In dieser historischen Bedeutung wird er auch heutzutage primär in der Wissenschaft verwendet. Ein anderes Gebiet, in dem er noch Verwendung findet, ist der sozialanthropologische Kontext, wo er übergreifend für vergleichbare Phänomene in verschiedenen – teilweise historischen – Kulturen verwendet wird.
In der Neuzeit hat man in Analogie zur historischen Bedeutung oft auch ähnliche Beziehungskonstellationen in anderen Kulturkreisen und Epochen als Päderastie bezeichnet. Im 19. und im beginnenden 20. Jahrhundert diente er auch zur Bezeichnung von Homosexualität an sich oder jeglichem Analverkehr und ersetzte damit den wegen seiner religiösen Untertöne kompromittierten Begriff Sodomie. Teilweise wurden mit ihm auch speziell sexuelle Kontakte Erwachsener zu männlichen Kindern und Jugendlichen bezeichnet.
Seit der zweiten Hälfte des 20. Jahrhunderts wurde der Begriff in wissenschaftlichen Publikationen nur noch vereinzelt als Bezeichnung für die sexuelle Präferenz erwachsener Männer zu männlichen Kindern und Jugendlichen verwendet. Wegen der historisch so verschiedenen Verwendung wird in der modernen Sexualwissenschaft für sexuelle Präferenzen einer erwachsenen männlichen Person für männliche Jugendliche heute vor allem der von Magnus Hirschfeld eingeführte Begriff Ephebophilie verwendet.
Umgangssprachlich wird der Begriff weiterhin sowohl zur Bezeichnung der sexuellen Präferenz für männliche Kinder und Jugendliche als auch für das Ausleben dieser Präferenz durch reale Sexualkontakte verwendet. Zudem wird er des Öfteren synonym zum Begriff Pädophilie verwendet oder als dessen mann-männliche Spezialform angesehen. Dabei wird meist der jüngere Partner in einer päderastischen Beziehung als Kind verstanden. Zu beachten ist, dass die beiden Begriffe tatsächlich verschiedene Bedeutungen haben. Pädophilie bezeichnet die sexuelle Präferenz für Kinder (Jungen, Mädchen oder Kinder beiderlei Geschlechts), die sich primär vor der Pubertät oder in einem frühen Stadium der Pubertät befinden, während der Ausdruck Päderastie nur auf Beziehungen zwischen Männern und pubertierenden oder geschlechtsreifen Jugendlichen insbesondere im historischen Kontext angewendet wird.

## Päderastische Praxis

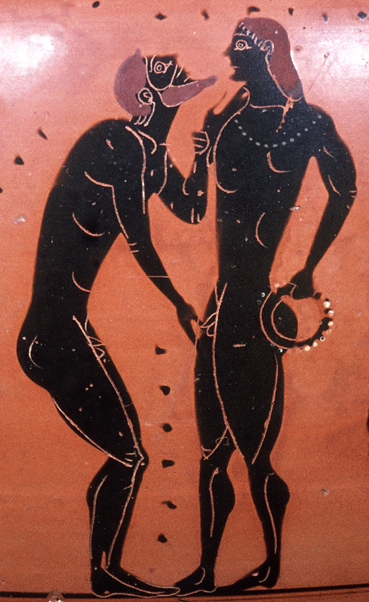
Päderastische Werbungsszene
traditionelle Oben-Unten-Position; Attisch-schwarzfigurige Amphore mit Zeichnungen des Malers von Cambridge 47; 6. Jahrhundert v. Chr.; Staatliche Antikensammlungen und Glyptothek; München

Der jugendliche Partner einer päderastischen Beziehung wurde Eromenos (ἐρώμενος, erṓmenos „Geliebter“) genannt, was so viel bedeutet wie „der geliebt wird“ bzw. „Geliebter“, und war in der Regel in einem Alter zwischen 12 und 18 Jahren. Für den älteren Beziehungspartner, den sogenannten Erastes (ἐραστής, erastḗs, "Liebender, Liebhaber"), existierten keine festen Altersgrenzen. Entscheidend war lediglich die altersbedingt physisch-psychische Überlegenheit, so konnte ein Mann gleichzeitig der Eromenos in einer Beziehung zu einem älteren Mann und der Erastes in einer Beziehung zu einem jüngeren Jugendlichen sein.
Wichtigste Anbahnungsorte für päderastische Beziehungen waren die Palästra, der Sportplatz, sowie das Gymnasion. Hier boten sich Männern verschiedene Möglichkeiten, Kontakte zu einem Jugendlichen zu knüpfen und ihn mit Hilfe von Geschenken zu umwerben. Üblich waren insbesondere Tiergeschenke; Geld hingegen wurde zwar teilweise als Geschenk angeboten, eine Annahme durch den Jugendlichen galt jedoch als unehrenhaft.
Päderastische Beziehungen standen grundsätzlich allen (männlichen) Bürgern offen, nicht jedoch Sklaven und Fremden. Wegen des hohen Zeitaufwands und der wiederholten Schenkungen war die Päderastie aber in erster Linie ein Privileg der Aristokraten. Einzelne Landstriche, wie zum Beispiel Ionien, lehnten die Päderastie gänzlich ab.

### Pädagogischer Anspruch
Ein zentraler Aspekt einer päderastischen Beziehung – dies unterschied diese Beziehungskonstellation von der zwar legalen, gesellschaftlich jedoch geächteten Prostitution – war die pädagogische Zielrichtung. Der Erastes sollte dem Eromenos gesellschaftliche Ideale nahebringen und ihn zu „männlicher Tugend und sittlicher Tadellosigkeit erziehen“. Die Ziele einer solchen Verbindung bestanden nach Platon darin, „den Pais weise und gut zu machen, in Vernunft und der übrigen Tugend zu fördern, Bildung und die übrige Weisheit zu vermitteln“.

### Sexualität
Das Ausmaß und die Ausgestaltung sexueller Kontakte unterschieden sich in den einzelnen Epochen der griechischen Antike. Insbesondere Platon erhob die sexuelle Enthaltsamkeit zum Ideal, betonte aber die Legitimität gelegentlicher sexueller Kontakte. So ist davon auszugehen, dass sexuelle Handlungen in jeder Epoche Bestandteil päderastischer Beziehungen waren.
Der Schenkelverkehr war die gesellschaftlich akzeptierte Form des Sexualverkehrs zwischen Mann und Knabe. Es ist jedoch davon auszugehen, dass in der Realität auch andere Praktiken zum Zuge gekommen sind, worauf sich z. B. Aristophanes’ Komödie Die Wolken bezieht. Auch die Häufigkeit der Darstellung analen Verkehrs zwischen Männern und Frauen auf Vasenmalereien deutet darauf hin. Anders als einem Mann stand es einer Frau zu, sich beim Geschlechtsverkehr zu unterwerfen – dies galt als Ausdruck des Genusses.
Der sexuelle Kontakt in einer päderastischen Beziehung sollte ausschließlich der Befriedigung des aktiv handelnden Erastes dienen. Allerdings sollte dies so geschehen, dass der Knabe keine Demütigung erleiden würde – und dies war beim Analverkehr nach damaligen Vorstellungen eindeutig der Fall, da seine männliche Identität dadurch in Frage gestellt worden wäre. Sollte bekannt werden, dass ein Eromenos dem analen Verkehr zugestimmt und sich damit in die passive, weibliche Rolle begeben hatte, so erntete er Spott und Verachtung in der Gesellschaft. Aus diesem Grund schwieg man häufig über den sexuellen Aspekt – man redete nicht darüber und erwartete auch nicht, etwas darüber gefragt zu werden; es war auch in der griechischen Gesellschaft ein tabuisiertes Thema.

## Darstellung in Kunst und Literatur

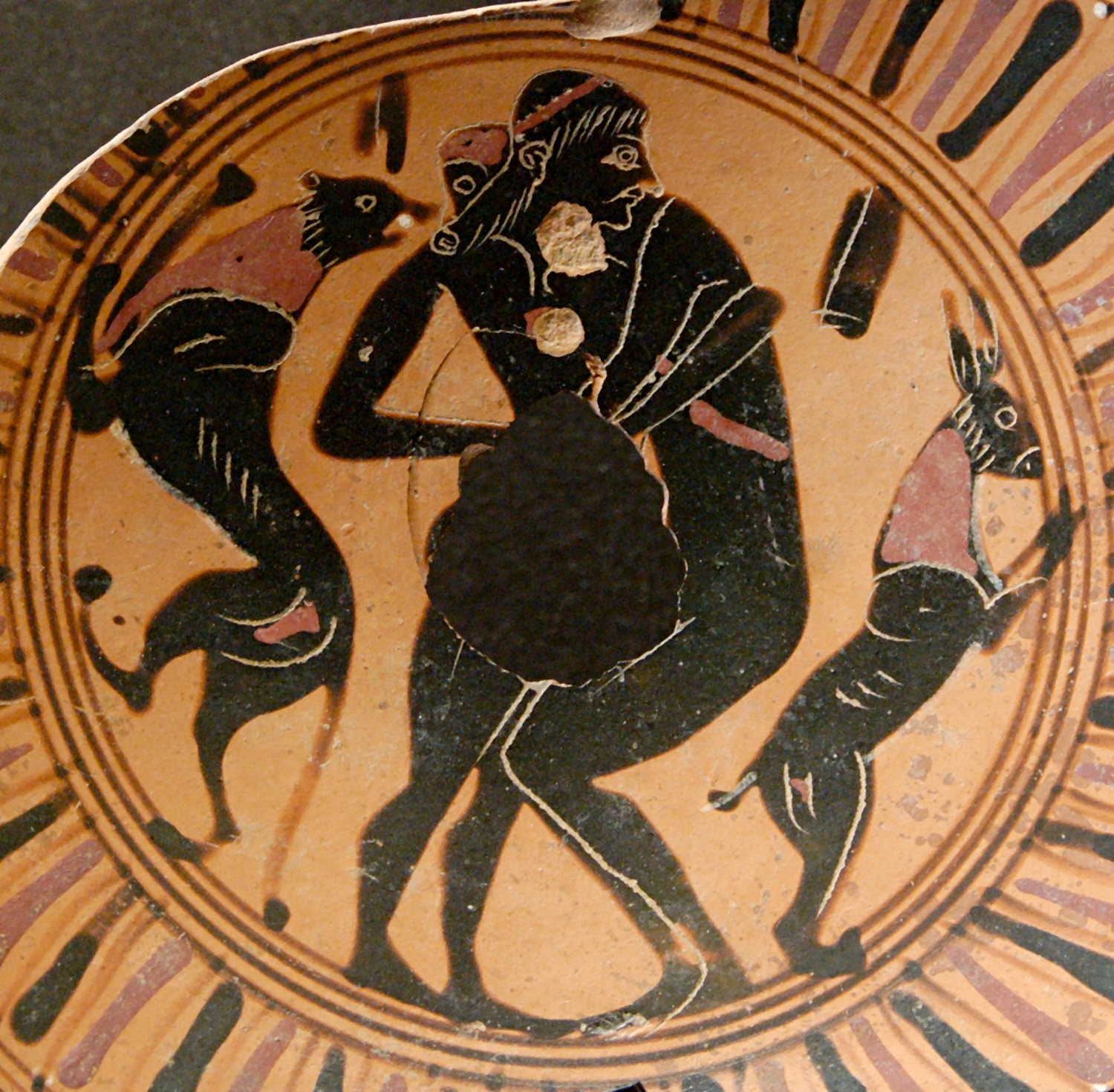
Darstellung päderastischen Schenkelverkehrs auf dem Tondo einer attisch-schwarzfigurigen Kylix, um 550/25 v. Chr.

Platon beschreibt im Werk Symposion seine auf sexuelle Enthaltsamkeit ausgerichtete Lehre von der Päderastie, indem er verschiedene Philosophen vergangener Tage auf einer fiktiven Festlichkeit zu Wort kommen lässt. Pausanias, ein Schüler des Sophisten Prodikos, soll wie die anderen eine Lobrede auf Eros halten und erklärt die platonische Knabenliebe:

„Deshalb wenden sich denn auch die von diesem Eros Beseelten dem männlichen Geschlechte zu, indem sie das von Natur Kräftigere und Verständigere lieben. Und man kann auch bei der Knabenliebe selbst leicht die rein von diesem Eros Getriebenen unterscheiden; denn sie lieben nicht Kinder, sondern erst die, welche schon zu Verstande kommen; dies fällt aber ungefähr mit der Zeit des ersten Bartwuchses zusammen.“

Pausanias schließt die sexuelle Befriedigung nicht aus, solange der Liebhaber dem Jungen jeden Dienst erfüllt, der ihm hilft, Weisheit und Güte zu gewinnen. Der Junge wiederum muss sich zurückhalten und diese Beziehung als Ausdruck der Bewunderung und nicht aus materiellen Gründen gutheißen.
Auch die darstellende Kunst beschäftigte sich im antiken Griechenland mit der Päderastie. Zwei Aspekte der Knabenliebe sind besonders häufig anzutreffen, speziell in Form von Vasenmalerei. Der erste ist die Umwerbung des Jungen, die häufig mit der sogenannten Oben-Unten-Position gezeigt wird: Eine Hand des Liebenden berührt das Gesicht, die andere bewegt sich auf die meist entblößten Genitalien zu. Der andere bezieht sich auf die sexuelle Erfüllung solcher Verhältnisse. Dabei ist fast ausschließlich eine spezifische Darstellung des Schenkelverkehrs zu sehen.

## Rezeption
Die Bewertung päderastischer Beziehungen unterlag einem starken historischen Wandel und war im Laufe der Geschichte wiederholt Gegenstand kontroverser Auseinandersetzungen.
Eine (möglicherweise nicht ganz ernst gemeinte) philosophische Verteidigung dieser Praxis stellte die 1652 veröffentlichte Polemik L’Alcibiade, fanciullo a scola (Alcibiades, der Schuljunge) des italienischen Priesters Antonio Rocco dar, in der der Lehrer nach und nach die Einwände seines schönen Schülers gegen fleischliche Beziehungen überwindet.
Ende des 19. Jahrhunderts prangerte Friedrich Engels in seinem Werk Der Ursprung der Familie, des Privateigentums und des Staats die griechischen Männer wegen der „Widerwärtigkeit der Knabenliebe“ an.
Ein paar Jahre zuvor war hingegen Friedrich Nietzsche in seinem Werk Menschliches, Allzumenschliches zu der Auffassung gelangt, dass „junge Leute niemals wieder so aufmerksam, so liebevoll, so durchaus in Hinsicht auf ihr Bestes (virtus) behandelt worden [seien], wie im sechsten und fünften Jahrhundert“.
Im ersten Drittel des 20. Jahrhunderts entwickelte sich in manchen Teilen bildungsbürgerlicher Schichten des Deutschen Reiches ein Anschluss an die antike griechische Päderastie. Im George-Kreis (dem Kreis von Dichtern und Wissenschaftlern um den Dichter Stefan George) sowie in bestimmten Flügeln der Reformpädagogik und der Jugendbewegung wurde die antike Päderastie als Teil des „pädagogischen Eros“ angesehen. In dieser Sicht konnten intergenerationelle homosexuelle Beziehungen gerechtfertigt und erstrebenswert erscheinen. Der Schriftsteller Hans Blüher baute darauf eine Theorie der Gesellschaft auf, die nicht auf der Familie, sondern auf homoerotisch oder homosexuell geprägten Männerbünden basiere. 1921 stand der Pädagoge Gustav Wyneken wegen sexuellen Missbrauchs zweier seiner Schüler vor Gericht. Zu seiner Rechtfertigung veröffentlichte er die Schrift Eros, in der er schrieb: „Wir wissen, dass der Liebesbund der Knaben mit seinem Führer das Schönste ist, was der Jugend beschieden sein kann.“
Daran anknüpfend führten Vertreter von Emanzipationsgruppen der Pädo-, Hebe- und Ephebophilen in den 1970er und 1980er Jahren die griechische Päderastie als Beleg für die ihrer Meinung nach möglichen einvernehmlichen Sexualkontakte von Erwachsenen mit Kindern und Jugendlichen an, um damit ihre Forderung nach einer Abschaffung der Schutzaltersgrenzen zu begründen.
Die Archäologin Carola Reinsberg sieht in dem passiven Rollenverständnis des Eromenos in den sexuellen Kontakten einen Hinweis auf die zwanghafte Unterdrückung des Jugendlichen.
Der Päderastie ähnliche institutionalisierte Formen der „Knabenliebe“ gab es auch als Wakashudō in der Samurai-Kultur Japans, als Mittel der „Kraftübertragung“ bei Initiationen von Knaben in Neuguinea und Melanesien und gibt es bis heute als Bacha bazi in Afghanistan.